# Momoros
Momoros, dans la mythologie celtique gauloise, est un druide dont le nom signifierait « le cygne » et le cofondateur de la ville de Lyon (Lugdunum) avec son frère Atepomaros.

## Légende
Selon la légende, il est avec le roi Atepomaros l'un des fondateurs de la ville de Lyon. Venus du nord, ils se sont arrêtés sur une colline située en bordure de la Saône. Selon les instructions d’un oracle, ils entreprennent la construction d'une ville, quand le site est envahi par une multitude de corbeaux. Cet animal étant annonciateur de la présence du dieu Lug, il est décrété que la ville se nommera « Lugdunum » c’est-à-dire la forteresse (ou colline) de Lug.
Nota : dunon en gaulois (latinisé en dunum), dun en irlandais et din en gallois, est un toponyme courant dans le monde celtique. Il signifie forteresse et secondairement colline - voir article Dun (forteresse).